# Triana (Band)

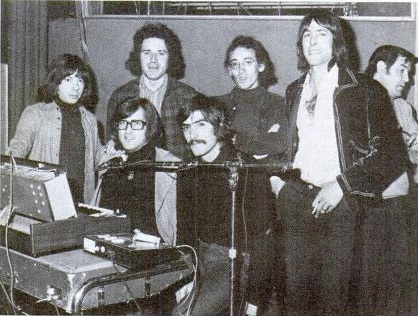
Die Band Triana im Studio

Triana war eine spanische Progressive-Rock-Band der 1970er und frühen 1980er Jahre. Spezialität der andalusischen Band war die Verbindung des klassischen symphonischen Progressive Rock bzw. der psychedelisch angehauchten Rockmusik mit dem in Andalusien beheimateten Flamenco des spanischen Südens. Die bis zum Tod des Frontmanns Jesús de la Rosa Luque aus drei Mitgliedern bestehende Stammbesetzung der Band wurde bei Aufnahmen und Auftritten meist um Gastmusiker ergänzt.

## Biographie
Motivation der Band war, eine Verbindung von Progressive Rock und Flamenco zu schaffen. Als Einflüsse aus dem Progressive Rock standen den Mitgliedern dabei speziell die Musik von King Crimson und Vanilla Fudge Pate. Im Verlauf der ersten drei Alben entwickelte man auf dieser Basis einen eigenständigen, zunächst lyrischen, dann recht harten und experimentellen Stil. Die späteren Alben weisen hingegen, wie bei zahlreichen Bands des Progressive Rock zu Beginn der 1980er Jahre, eine deutliche Tendenz zum zeitgenössischen Pop auf.

### Progressive Phase
Das Debütalbum El Patio („Der Hof“) erschien 1975 und fand trotz geringer Marketingbemühungen großen Anklang bei der Jugend einer spanischen Gesellschaft, die nach Diktator Francos Tod neue Orientierung suchte. Zwei herausstehende Songs des Albums etablierten sich als feste Bestandteile des Repertoires der Band: Abre la puerta („Öffne die Tür“) und En el lago („Im See“). Letzteres ist der Versuch einer surrealistischen Beschwörung eines LSD-Tripps. Das Album gilt als wegweisend für die Etablierung eines originalen andalusischen Stils der Rockmusik, den Rock Andaluz.
Die Veröffentlichung des zweiten Albums Hijos de agobio („Kinder der Unterdrückung“) 1977 erfolgte im gleichen Jahr wie die Neueinführung demokratischer Wahlen in Spanien. Die Texte des Albums sind entsprechend von einem neu aufkeimenden politischen Zeitgeist durchdrungen. (→ Transition in Spanien)
Mit Sombra y luz („Schatten und Licht“) wandte sich die Band 1978 einem düstereren Stil als auf den ersten beiden Alben zu. In Stücken wie Sombra y luz wurden zudem Jazz-Einflüsse aufgenommen.

### Pop-Phase
Die folgenden Veröffentlichungen der Band sind von einem kommerzielleren Sound bestimmt. Einhergehend mit der Tendenz zur Stärkung der E-Gitarre im Klangbild gegenüber den Keyboards näherte man sich einem Stil an, den Kritiker als "latinisierten Softrock" bezeichnen. Als späte Highlights gelten der einzige Nummer-1-Hit der Band, Tu frialdad („Deine Kälte“), sowie Llegó el dia („Es kam der Tag“) vom letzten Album als längstes von der Band aufgenommenes Stück.
Jesús de la Rosa Luque verstarb am 14. Oktober 1983 bei einem Autounfall. Sein Tod markiert das Ende der kreativen Aktivitäten der ursprünglichen Besetzung.

### Nachleben
Eduardo Rodríguez Rodway begann eine kurzlebige Solokarriere, während Juan José Palacios später eine neue Besetzung der Band aufstellte und zunächst die Compilation Triana una Historia, später neue Alben unter dem Namen Triana veröffentlichte. Am 22. Juli 2002 verstarb er an den Folgen eines Aorta-Risses. Die verbleibenden Mitglieder der neueren Besetzung treten dennoch weiterhin unter dem Namen Triana auf, sehr zum Unbehagen der einstiegen Anhänger der Band sowie Rodríguez Rodways, der sich als verbleibendes Mitglied der Stammbesetzung dazu veranlasst sah, dieser Formation die Bereicherung an diesem Namen vorzuwerfen.

## Diskografie

### Alben
| Jahr | Titel                                   | Höchstplatzierung, Gesamtwochen, AuszeichnungChartsChartplatzierungen (Jahr, Titel, Platzierungen, Wochen, Auszeichnungen, Anmerkungen) | Anmerkungen                            |
| Jahr | Titel                                   | ES | Anmerkungen                            |
| ---- | --------------------------------------- | --- | -------------------------------------- |
| 1975 | El patio                                | ES84 (1 Wo.)ES | Charteinstieg ES: 2005                 |
| 1977 | Hijos del agobio                        | ES59 (5 Wo.)ES | Charteinstieg ES: 2005                 |
| 2004 | Se de un lugar                          | ES7 (24 Wo.)ES |                                        |
| 2008 | Quiero contarte                         | ES13 (19 Wo.)ES |                                        |
| 2013 | Recuerdos de una noche – 30 aniversario | ES78 (6 Wo.)ES |                                        |
| 2014 | Original Album Series                   | ES49 (6 Wo.)ES |                                        |
| 2015 | El patio – 40 aniversario               | ES50 (7 Wo.)ES |                                        |
| 2018 | Inmortal                                | ES85 (1 Wo.)ES |                                        |
| 2024 | Eternos Triana (50 Aniversario)         | ES7 (… Wo.)ES | Erstveröffentlichung: 8. November 2024 |

grau schraffiert: keine Chartdaten aus diesem Jahr verfügbar
Weitere Alben
- Sombra y luz (1979)
- Un encuentro (1980)
- Un mal sueño (1981)
- Llegó el día (1983)